# Каменица (Вишеград)
Каменица (серб. Каменица / Kamenica) — село в общине Вишеград Республики Сербской Боснии и Герцеговины. В настоящее время село необитаемо.